# Жермен де Ланьї
Жермен де Ланьї — видатний французький мандрівник.

## Літературна діяльність
Про Жермена де Ланьї відомо небагато. Крім праці «Батіг і росіяни», опублікованої 1853 року, його перу належать ще дві книжки, присвячені полюванню. Видатний мандрівник, він довго жив у Росії. Належний йому опис цієї країни значно в'їдливіший за опис його відомого попередника маркіза де Кюстіна, що подорожував Росією у червні-вересні 1839 року і охарактеризував її як «абсолютну монархію, пом'якшену вбивством». Починаючи з 1848 року Росію у французькій пресі оцінювали надто вже неприхильно. Російська інтервенція, спрямована проти повстанців у Молдові та Волощині влітку 1848 року, відправка російських військ для допомоги імператору Францу-Йосифу в придушенні угорського повстання у червні 1848 року, російські зазіхання на Константинополь, суперечка між католиками і протестантами за контроль над святими місцями ― це все відроджувало ворожість до Росії, вже очевидну під час придушення польського повстання 1831 року. Ліберали і католики об'єдналися, відкидаючи деспотичну і месіанську Росію.

## Переклади українською
- Батіг і росіяни: звичаї та організація Росії / Жермен де Ланьї; перекл. з франц. П. Таращук. — Тернопіль: Навчальна книга — Богдан, 2019. — 176 с. ISBN 978-966-10-5894-0